# Томос
Томосът (на гръцки: τόμος и/или на гръцки: τέμνω - «парче»; «част» от «режа», «деля») е постановление на предстоятел на поместна църква по важен въпрос, засягащ църковното устройство и организация. 
Някои томоси са наричани „майчини“ или „майчински“ предвид предоставяната автокефалия. 
Обичайно томосите са с тържествен преамбюл като конституция и започват с изрази като „Божията благодат“ и така нататък.